# Municipio de Honey Brook
El municipio de Honey Brook (en inglés: Honey Brook Township) es un municipio ubicado en el condado de Chester en el estado estadounidense de Pensilvania. En el año 2000 tenía una población de 6278 habitantes y una densidad poblacional de 96,5 personas por km².

## Geografía
El municipio de Honey Brook se encuentra ubicado en las coordenadas 40°07′36″N 75°52′35″O / 40.12667, -75.87639.

## Demografía
Según la Oficina del Censo en 2000 los ingresos medios por hogar en la localidad eran de $50 609 y los ingresos medios por familia eran de $57 500. Los hombres tenían unos ingresos medios de $40 970 frente a los $28 404 para las mujeres. La renta per cápita de la localidad era de $19 046. Alrededor del 6,8% de la población estaba por debajo del umbral de pobreza.